# Десети дивизионен артилерийски полк
Десети дивизионен артилерийски полк е български артилерийски полк, взел участие във Втората световна война (1941 – 1945).

## История
Полкът е формиран в Момчилград съгласно поверителна министерска заповед №192 от 28 юни 1939 година. На 15 януари 1940 г. полкът е дислоциран в Момчилград и влиза в състава на 10-а родопска дивизия. Знамето на полка е връчено със заповед № 84 от 15 юни 1940 година.
Полкът е мобилизиран през декември 1944 г., след което се изтегля до Белград. Взема участие във втората фаза на участието на България във Втората световна война срещу Третия Райх, в състава на 10-а пехотна родопска дивизия. Към 20 януари 1945 година при селата Етвешкьони, Мике, Кадаркут и Сулок, а през следващия месец е на позиции при гр. Надятад и с. Хенес. Полкът подкрепя действията на двата пехотни полка в състава на дивизията (10-и и 44-ти) при Надятад, Надкорпат, чифлика Вадеш и с. Препош.
Десети дивизионен артилерийски полк взема участие във военните действия за укрепената линия „Маргит“ и канала „Принципиалис“, както и при форсирането на река Мура. На 4 април 1945 година полкът заема позиции при с. Чуковци, Св. Мария, Долна Дубрава и Коториба, след което участва в преследването на германските войски от Оряховац, Вулария, Крушанец, като остава да отбранява северния бряг на река Драва. След 9 май 1945 г. се придвижва на запад към село Мали Стефанец, Ивановец и св. Криж, където завършва бойният път на полка, давайки 25 убити.
На 5 януари 1949 г. полкът, вече под името Втори дивизионен артилерийски полк е с постоянен гарнизон в Хасково. Съгласно заповед № 436 е преименуван в 17-и дивизионен артилерийски полк с местостоянка град Момчилград. Съгласно писмо № 6586 на командира на 2-ра стрелкова дивизия, полкът се преименува в 41-ви артилерийски полк с явно наименование поделение 55140, с гарнизон в град Стара Загора. От 1958 г. до 1974 г. се извършват шест реорганизации на състава на полка. През 1974 г. реактивния дивизион се отделя в самостоятелен реактивен дивизион под наименование поделение 55200. Същата година се променя наименованието на полка от поделение 55140 става – под.24940 и поделение 55200 – става под.28140. От 1990 г. полкът е на подчинение на 3-та армия в град Сливен.

| Списък на загиналите бойци от полка по време на Втората световна война | Списък на загиналите бойци от полка по време на Втората световна война | Списък на загиналите бойци от полка по време на Втората световна война | Списък на загиналите бойци от полка по време на Втората световна война | Списък на загиналите бойци от полка по време на Втората световна война | Списък на загиналите бойци от полка по време на Втората световна война | Списък на загиналите бойци от полка по време на Втората световна война | Списък на загиналите бойци от полка по време на Втората световна война |
| №                                                                      | Звание                                                                 | Име                                                                    | Набор                                                                  | Месторождение                                                          | Дата на смъртта                                                        | Къде е загинал                                                         | Къде е погребан                                                        |
| ---------------------------------------------------------------------- | ---------------------------------------------------------------------- | ---------------------------------------------------------------------- | ---------------------------------------------------------------------- | ---------------------------------------------------------------------- | ---------------------------------------------------------------------- | ---------------------------------------------------------------------- | ---------------------------------------------------------------------- |
| 1.                                                                     | кандидат-подофицер                                                     | Ангел Кирев Ангелов                                                    | 1922                                                                   | с. Болярово                                                            | 2 април 1945                                                           | 8-а армейска хирургическа болница, Печ, Унгария                        | Печ, Унгария]]                                                         |
| 2.                                                                     | ефрейтор                                                               | Ахмед Хасанов Семерджиев                                               | 1923                                                                   | с. Домище                                                              | 2 април 1945                                                           | с. Ихарош, Унгария                                                     | с. Ихарош, в двора на замъка Никай-пална, Унгария                      |
| 3.                                                                     | ефрейтор                                                               | Боню Колев Петков                                                      | 1917                                                                   | с. Средно Градище                                                      | 2 април 1945                                                           | с. Ихарош, Унгария                                                     | с. Ихарош, Унгария                                                     |
| 4.                                                                     | подофицер                                                              | Васил Георгиев Гайдаров                                                | 1915                                                                   | с. Белащица                                                            | 12 май 1945                                                            | на шосето с. Сент Миклош – Одранци, Югославия                          | с. Одранци, Югославия                                                  |
| 5.                                                                     | подофицер                                                              | Васил Иванов Петров                                                    | 1914                                                                   | с. Свобода                                                             | 2 юни 1945                                                             | г. Капошхомок, Унгария                                                 | Капошвар, Унгария                                                      |
| 6.                                                                     | редник                                                                 | Георги Дачев Кънев                                                     | 1914                                                                   | с. Златарица                                                           | 14 август 1942                                                         | София                                                                  | с. Златарица                                                           |
| 7.                                                                     | ефрейтор                                                               | Димитър Колев Кирев                                                    | 1921                                                                   | с. Сусам                                                               | 29 юни 1943                                                            | Общовойскова болница, София                                            | с. Сусам                                                               |
| 8.                                                                     | редник                                                                 | Еню Паунов Марков                                                      | 1919                                                                   | с. Свежен                                                              | 22 май 1945                                                            | с. Одранци, Югославия                                                  | с. Одранци, Югославия                                                  |
| 9.                                                                     | редник                                                                 | Запрян Тонев Запрянов                                                  | 1899                                                                   | с. Брод                                                                | 20 април 1941                                                          | Кърджали                                                               | с. Брод                                                                |
| 10.                                                                    | редник                                                                 | Илия Димов Стоянов                                                     | 1919                                                                   | с. Янюрен                                                              | 24 март 1945                                                           | с. Лабод, Унгария                                                      | с. Лабод, Унгария                                                      |
| 11.                                                                    | редник                                                                 | Костадин Николов Димитров                                              | 1914                                                                   | с. Черковна                                                            | 17 април 1945                                                          | Сомбур, Унгария                                                        | Сомбур, Унгария                                                        |
| 12.                                                                    | редник                                                                 | Ниделко Зафирев Господинов                                             | 1921                                                                   | с. Орлов дол                                                           | 2 април 1945                                                           | 12-а дивизионна санитарна лечебница, Ихарошберен, Унгария              | с. Ихарошберен, Унгария                                                |
| 13.                                                                    | поручик                                                                | Никола Ванев Колев                                                     | 1915                                                                   | с. Сусам                                                               | 13 април 1945                                                          | 10-а дивизионна болница, чифлик Белхаза, Унгария                       | с. Хомотсентдьорд, Унгария                                             |
| 14.                                                                    | подпоручик                                                             | Петър Колев Петров                                                     | 1917                                                                   | с. Черна могила                                                        | 28 март 1945                                                           | чифлик Белхаза, Унгария                                                | чифлик Белхаза, Унгария                                                |
| 15.                                                                    | кандидат-подофицер                                                     | Русю Стоянов Николов                                                   | 1914                                                                   | с. Крум                                                                | 11 март 1945                                                           | с. Крум                                                                | с. Крум                                                                |
| 16.                                                                    | фелдфебел                                                              | Стоян Петров Боев                                                      | 1917                                                                   | с. Равна гора                                                          | 25 януари 1945                                                         | с. Ринябешеньо, Унгария                                                | с. Гьоргетег, гроб № 4, Унгария                                        |
| 17.                                                                    | кандидат-подофицер                                                     | Тодор Георгиев Делигрудев                                              | 1921                                                                   | с. Еникьой                                                             | 16 април 1945                                                          | с. Шомодсоб, Капошварска, Унгария                                      | с. Шомодсоб, Капошварска, Унгария                                      |
| 18.                                                                    | редник                                                                 | Шериф Мехмедов Бодуров                                                 | 1922                                                                   | с. Старцево                                                            | 20 юли 1945                                                            | общовойскова болница, София                                            | София                                                                  |

## Наименования
През годините полкът носи различни имена според претърпените реорганизации:
- Десети дивизионен артилерийски полк (1939 – 1949)
- Втори дивизионен артилерийски полк (1949 – 1950)
- Седемнадесети дивизионен артилерийски полк (1950 – 1950)
- Четиридесет и първи оръдеен артилерийски полк (1950 – 1956)
- Четиридесет и първи артилерийски полк (1957 – 2000)

## Командири
Званията са към датата на заемане на длъжността.
| № | Звание       | Име            | Дати                     |
| - | ------------ | -------------- | ------------------------ |
|   | Подполковник | Георги Шишков  | 1942 – 1942              |
|   | Подполковник | Никола Милушев | 14 септември 1944 – 1945 |
|   | Майор        | Ангел Марин    | 1980 – 1982              |